# Тематин
Тематин (словац. Tematín) — замок у західній Словаччині, знаходиться на висоті 564 метри над рівнем моря в районі гірського масиву Повазький Іновець в Фатрансько-Татранська область.

## Історія

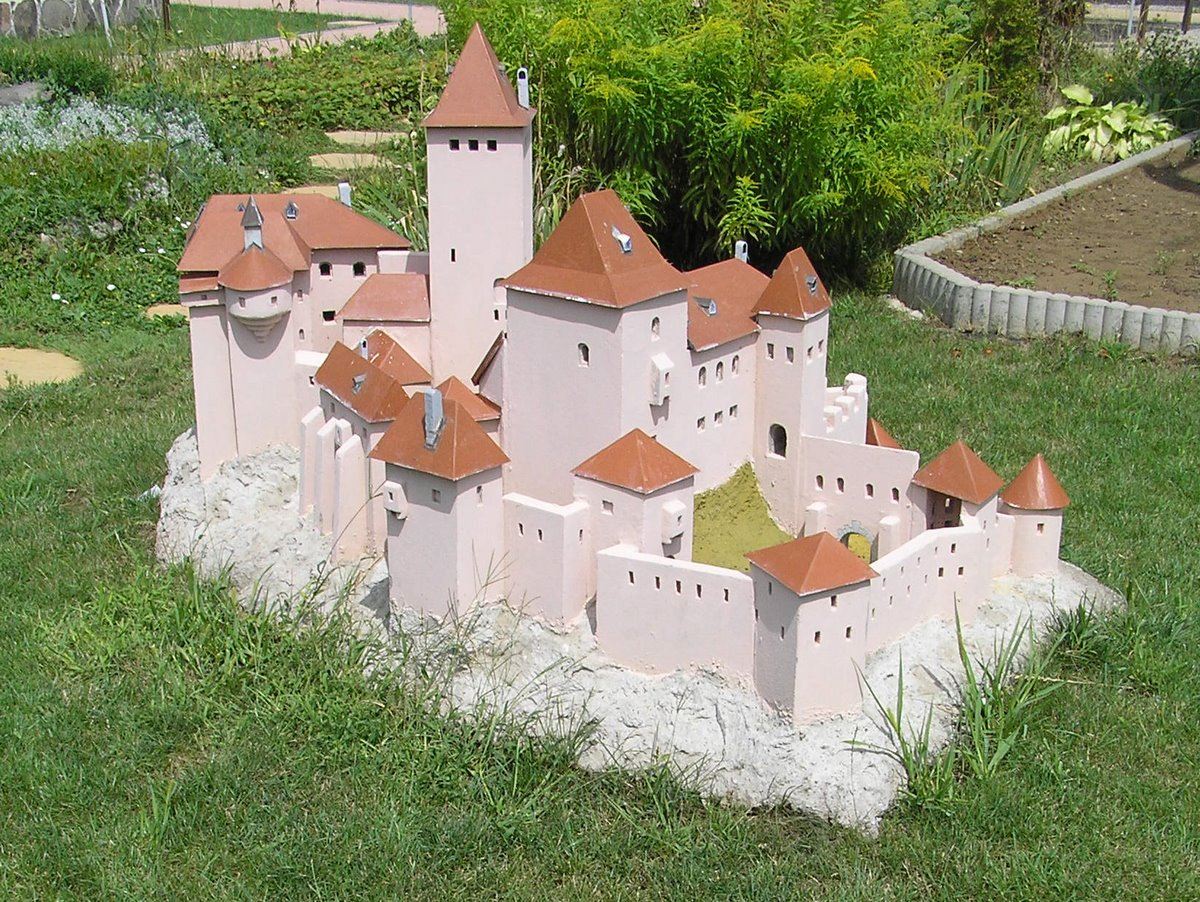
Модель замку 1700 року

Замок побудований у другій половині XIII століття на території, яка входила в той час до складу Угорського королівства.
Замок був повністю перебудований власниками, сім'єю Турзо, одним з найбільш впливових родів Угорщини, володіли ним з 1524 року. 
Останнім власником був Міклош Берчені, один з лідерів антигабсбурзької національно-визвольної війни угорського народу 1703-1711 років під керівництвом Ференца II Ракоці.
Замок був перетворений в руїни імперськими військами після облоги в 1710 році в ході придушення повстання.